# 静岡県道・愛知県道9号天竜東栄線
静岡県道・愛知県道9号天竜東栄線（しずおかけんどう・あいちけんどう9ごう てんりゅうとうえいせん）は、静岡県浜松市天竜区から愛知県北設楽郡東栄町に至る県道（主要地方道）である。

## 概要
ほとんどの区間が静岡県を通る。
鹿島橋 - 浜松市天竜区間は阿多古川に沿って走り、上阿多古付近、熊付近を除きおおむね片側1車線が確保されている。

### 路線データ
- 起点：静岡県浜松市天竜区二俣町鹿島（鹿島橋交差点、国道152号交点、静岡県道45号天竜浜松線起点）
- 終点：愛知県北設楽郡東栄町大字三輪字横引（国道151号交点）
- 全長：37.7 km（静岡県内37.4 km、愛知県内0.3 km）

## 歴史
- 1970年（昭和45年）
  - 4月 - 一般県道天竜東栄線を認定（国道152号から降格）
  - 8月3日 - 愛知県道天竜東栄線を認定
- 1972年（昭和47年）4月 - 主要地方道昇格により静岡県道9号・愛知県道9号となる。
- 1993年（平成5年）5月11日 - 建設省から、県道天竜東栄線が天竜東栄線として主要地方道に再指定される[1]。
- 2021年（令和3年）8月18日 - 令和3年8月豪雨により、浜松市天竜区佐久間町浦川地内で路肩が決壊[2]。同年12月まで通行止めとなった[3]。
- 2023年（令和5年）6月2日 - 令和5年6月豪雨により、浜松市天竜区長沢地内で約50メートルに渡り路面が陥没。通行止めになった[4]。

## 路線状況

### 重複区間
- 静岡県道296号熊小松天竜川停車場線（静岡県浜松市天竜区石神 - 浜松市天竜区西藤平）

### 道路施設

#### 橋梁
- 静岡県
  - 阿多古橋（阿多古川、浜松市天竜区）

#### トンネル
- 静岡県
  - 大地野隧道：延長185 m、1945年（昭和20年）竣工、浜松市天竜区

#### 道の駅
- 静岡県
  - くんま水車の里（浜松市天竜区[注釈 1]）

## 令和5年台風2号の影響
- 2023年（令和5年）6月2日の令和5年台風2号と線状降水帯の豪雨で、県道9号は天竜区熊にて壊滅的な被害が出た。復旧は1年かかる見通し。

## 地理

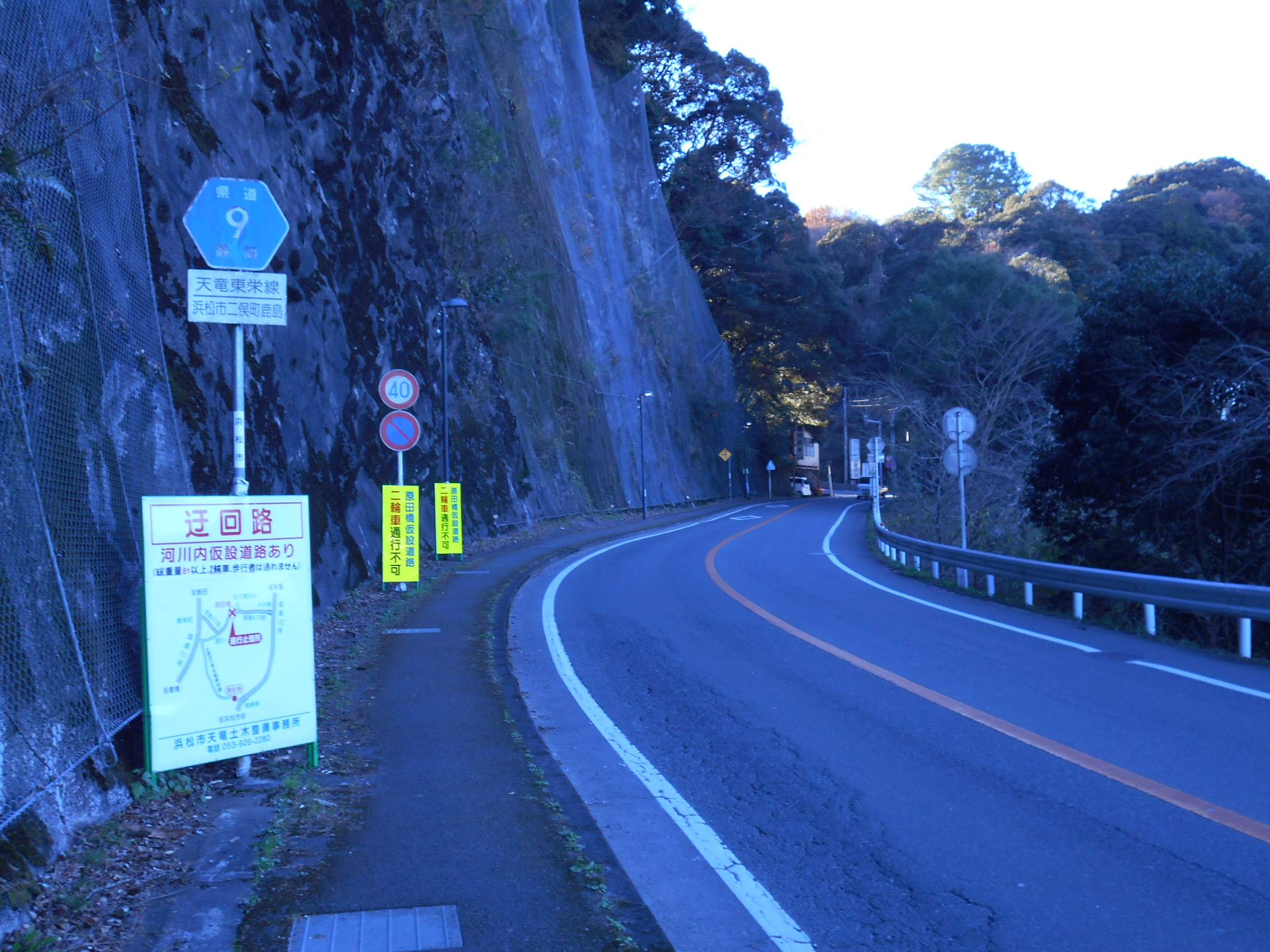
静岡県浜松市天竜区二俣町鹿島

### 通過する自治体
- 静岡県
  - 浜松市（天竜区）
- 愛知県
  - 北設楽郡東栄町

### 交差する道路
| 交差する道路                                    | 都道府県名 | 市町村名 | 市町村名 | 交差する場所   | 交差する場所        |
| ----------------------------------------------- | ---------- | -------- | -------- | -------------- | ------------------- |
| 国道152号 国道362号 重複 静岡県道45号天竜浜松線 | 静岡県     | 浜松市   | 天竜区   | 二俣町鹿島     | 鹿島橋交差点 / 起点 |
| 静岡県道297号両島二俣線                         | 静岡県     | 浜松市   | 天竜区   | 両島           | 両島交差点          |
| 静岡県道296号熊小松天竜川停車場線 重複区間起点  | 静岡県     | 浜松市   | 天竜区   | 石神           |                     |
| 静岡県道296号熊小松天竜川停車場線 重複区間終点  | 静岡県     | 浜松市   | 天竜区   | 西藤平         |                     |
| 静岡県道359号長沢田沢線                         | 静岡県     | 浜松市   | 天竜区   | 長沢           |                     |
| 静岡県道47号引佐六郎沢線                        | 静岡県     | 浜松市   | 天竜区   | 神沢           |                     |
| 静岡県道296号熊小松天竜川停車場線               | 静岡県     | 浜松市   | 天竜区   | 熊             |                     |
| 静岡県道295号横山熊線                           | 静岡県     | 浜松市   | 天竜区   | 熊             |                     |
| 静岡県道390号鳳来佐久間線                       | 静岡県     | 浜松市   | 天竜区   | 佐久間町浦川   |                     |
| 長野県道・愛知県道・静岡県道1号飯田富山佐久間線 | 静岡県     | 浜松市   | 天竜区   | 佐久間町浦川   |                     |
| 国道151号                                       | 愛知県     | 北設楽郡 | 東栄町   | 大字三輪字横引 | 終点                |

### 交差する鉄道
- 飯田線

### 沿線
- 鳥羽山公園（起点付近）
- 静岡県立天竜特別支援学校
- 浜松市立下阿多古小学校
- 浜松市立上阿多古小学校
- 浜松市立熊小学校
- JR東海飯田線 東栄駅（終点付近）